# Upton with Fishley
Upton with Fishley – civil parish w Anglii, w hrabstwie Norfolk, w dystrykcie Broadland. Leży 18 km na wschód od Norwich i 172 km na północny wschód od Londynu. Miejscowość liczy 660 mieszkańców.